# Orchestre de variété
 (mai 2022).
Si vous disposez d'ouvrages ou d'articles de référence ou si vous connaissez des sites web de qualité traitant du thème abordé ici, merci de compléter l'article en donnant les références utiles à sa vérifiabilité et en les liant à la section « Notes et références ».
L’orchestre de variété (ou orchestre contemporain), contrairement à l'orchestre symphonique ou à l'harmonie se permet d'interpréter tout genre d'œuvre, qu'importe le répertoire.

## Composition
L'orchestre contemporain sera souvent accompagné d'une batterie, des guitares, d'une basse ou de n'importe quel instrument étranger à l'orchestre symphonique habituel. Les violons, grosses caisses, contrebasse et autres seront bien sûr au rendez-vous. Il est en fait formé de tous les instruments possibles.

## Répertoire
L'orchestre de variété interprètera plus souvent du répertoire populaire que du classique. Sa liberté lui permet de monter à grande échelle des œuvres sinon méconnues ou arrangées plus modestement.

## Orchestres contemporains réputés
Partout dans le monde, ce genre d'orchestre existe, particulièrement à l'usage de comédies musicales. Notons par exemple l'Orchestre symphonique des jeunes de Joliette ou l'Orchestre Contemporain de Sydney.